# Tirol Raiders
Tirol Raiders – austriacki klub futbolu amerykańskiego z Innsbrucku. Założony w 1992 roku, gra w Austrian Football League.

## Historia
Raiders wygrali Eurobowl trzykrotnie, 8 razy zdobywali mistrzostwo kraju.